# Tytthonyx suturiferus
Tytthonyx suturiferus es una especie de coleóptero de la familia Cantharidae.

## Distribución geográfica
Habita en Cuba.